# Correcció de Yates
La correcció de Yates s'aplica a la Prova de khi-quadrat quan almenys el valor d'una freqüència esperada és menor que 5.
Així la prova de khi-quadrat corregida:
{\displaystyle \chi ^{2}=\sum {\frac {(|\mathrm {observada} -\mathrm {teorica} |-0.5)^{2}}{\mathrm {teorica} }}}
L'efecte de la correcció de Yates és evitar la sobreestimació de la significació estadística en mostres petites. Aquesta fórmula és útil sobretot quan almenys una cel·la de la taula té un recompte esperat menor que 5. Malauradament, la correcció de Yates pot tendir a corregir en excés. Això pot donar lloc a un resultat excessivament conservador que no aconsegueix rebutjar la hipòtesi nul·la quan així hauria de ser (un error de tipus II).